# Moimenta da Serra
Moimenta da Serra é uma localidade portuguesa do município de Gouveia, na antiga província da Beira Alta, região do Centro e sub-região da Serra da Estrela, que foi sede da extinta Freguesia de Moimenta da Serra, freguesia que tinha 6,47 km² de área e 652 habitantes (2011), e, por isso, uma densidade populacional de 100,8 hab/km².
A Freguesia de Moimenta da Serra foi extinta em 2013, no âmbito de uma reforma administrativa nacional, para, em conjunto com a Freguesia de Vinhó, formar uma nova freguesia denominada União das Freguesias de Moimenta da Serra e Vinhó da qual é a sede.

## População
| Totais | Totais | Totais | Totais | Totais | Totais | Totais | Totais | Totais | Totais | Totais | Totais | Totais | Totais | Totais | Totais |
| ------ | ------ | ------ | ------ | ------ | ------ | ------ | ------ | ------ | ------ | ------ | ------ | ------ | ------ | ------ | ------ |
| Censo  | 1864   | 1878   | 1890   | 1900   | 1911   | 1920   | 1930   | 1940   | 1950   | 1960   | 1970   | 1981   | 1991   | 2001   | 2011   |
| Habit  | 985    | 1 112  | 1 056  | 1 096  | 1 091  | 995    | 1 050  | 1 045  | 991    | 837    | 716    | 865    | 870    | 707    | 652    |
| Varº   |        | +13%   | -5%    | +4%    | -0%    | -9%    | +6%    | -0%    | -5%    | -16%   | -14%   | +21%   | +1%    | -19%   | -8%    |

|     | 0-14 anos | 15-24 anos | 25-64 anos | 65 e + anos |
| Hab | 75 \| 96  | 104 \| 50  | 359 \| 310 | 169 \| 196  |
| Var | +28%      | -52%       | -14%       | +16%        |

## História
Em 1864 existia em Moimenta da Serra uma unidade fabril.

## Património
- Igreja Paroquial de Moimenta da Serra (Igreja de São João Baptista);
- Capela da Senhora do Porto;
- Capela de São Pedro;
- Capela de São Sebastião;
- Capela do Santíssimo Sacramento;
- Solar Bento de Moura;
- Solar Carvalho e Cunha;
- Escola Primária de Moimenta da Serra.

## Personalidades
- Bernardino de Santo António (1660-?) - monge franciscano, escreveu uma septena (Lisboa, 1739) sobre a vida de São José[4];
- Diogo de Santo Tomás (fins do séc. XVII - 1752) - monge carmelista, foi prior do mosteiro da Ordem em S. Salvador (Brasil)[5].
- Bento de Moura Portugal (1702-1766)